# The Colóns (2017)
Ne pas confondre avec le The Colóns.
Palmarès
1 fois champions par équipes de la WWE
The Colóns est une équipe de catcheurs composée de deux cousins, Primo et Epico. Ils travaillent actuellement à la World Wrestling Entertainment.
Formé en 2011, l'équipe se fait d'abord connaître sous le nom de Primo & Epico, et est managée par Rosa Mendes, qui quitte plus tard le groupe. Ils deviennent en janvier 2012 champions par équipes de la WWE en battant Kofi Kingston et Evan Bourne. Ils perdront les titres face à R-Truth et Kofi Kingston durant le mois d'avril.
En septembre 2013, l'équipe prend le nom de Los Matadores et adopte un gimmick de matadors et des nouveaux noms de ring, Diego et Fernando. Ils sont managés par une mascotte nommée El Torito.
En 2016, le duo reprend ses anciens noms, ainsi qu'un nouveau nom d'équipe : The Shining Stars.
Le 25 avril 2017, le duo change de nom d'équipe pour : The Colóns.

## Carrières

### World Wrestling Entertainment (2011-2020)

#### Primo & Epico et WWE Tag Team Champions (2011-2013)
Lors du SmackDown du 11 novembre 2011, Primo manage l'équipe d'Hunico et Epico dans un match contre The Usos, qu'ils gagnent. Puis, l'équipe attaque, avec Primo, The Usos. Lors du Superstars du 17 novembre, c'est cette fois Primo et Epico, sans Hunico, qui battent The Usos . Lors du Smackdown du 16 décembre, ils ont un match contre Air Boom, et sont pour la première fois accompagnés de Rosa Mendes. Cette dernière, par une distraction, permet à Primo de faire le tombé. À TLC, Primo et Epico ont une opportunité pour les titres par équipe, mais perdent contre les champions Air Boom.
Lors d'un house show de la WWE, le 15 janvier 2012, à Oakland en Californie, ils battent Kofi Kingston et Evan Bourne, et deviennent donc les nouveaux champions par équipe. Lors du Raw du 16 janvier, ils conservent leurs titres contre Air Boom. Lors du WWE SmackDown du 27 janvier, ils gagnent contre Santino Marella et Yoshi Tatsu. Lors du WWE SmackDown suivant, ils battent Santino Marella et Jim Duggan à la suite d'une distraction de Rosa Mendes. Au Raw du 20 février, ils perdent contre R-Truth et Kofi Kingston. Lors du Raw du 27 février, l'équipe conserve ses titres dans un Triple Threat Tag Team  Match contre Kofi Kingston et R-Truth, ainsi que contre Dolph Ziggler et Jack Swagger. Lors de WrestleMania XXVIII, en dark match, ils conservent leurs titres dans un Triple Threat Tag Team Match contre The Usos, et Tyson Kidd et Justin Gabriel. Lors du Raw du 16 avril, ils perdent contre Big Show et The Great Khali. Lors du Raw du 23 avril, ils perdent contre Santino Marella et Zack Ryder.
Ils perdent leurs ceintures lors du Raw du 30 avril, au profit de R-Truth et Kofi Kingston.
Le soir de leur défaite, ils sont approchés dans les coulisses par Abraham Washington (A.W), qui leur propose ses services. Ainsi, lors du Smackdown suivant, ils apparaissent tous les 4 en haut de la rampe, observant le match des nouveaux champions contre Hunico et Camacho. Par la suite, lors de chaque nouveau match des champions par équipe, le Latino Clan les observe, accompagné d'A.W.
Après plus d'un mois d'absence à l'écran, ils font leur retour à No Way Out, où ils perdent un Fatal 4-Way Tag Team match (4 équipes s'affrontent) au profit de Darren Young et Titus O'Neil. Ils se font trahir par A.W, ce dernier ayant empêché Epico de rentrer dans le ring pour arrêter le tombé subit par Primo, et étant devenu le manager de Young et O'Neil.Lors de Raw du 18 juin, ils gagnent contre Titus O'Neil et  Darren Young.Lors du Smackdown du 22 juin, ils attaquent dans les backstages Titus O'Neil et Darren Young.Par la même occasion, ils effectuent un Face Turn. Lors de Money In The Bank, ils battent Titus O'Neil et Darren Young. Lors de Smackdown du 20 juillet, ils perdent avec Kofi Kingston et R-Truth contre Camacho, Darren Young, Hunico et Titus O'Neil. Lors de Smackdown du 10 août, ils perdent contre Titus O'Neil et Darren Young par disqualification et ne deviennent pas challenger au WWE Tag Team Championship.

#### Los Matadores (2013-2016)
Le 19 août à Raw, une promo a été diffusée l'introduction d'une nouvelle équipe qui sera connue comme Los Matadores, qui sera composée de Primo et Epico qui lutteront comme matadors masqués. Lors du Raw du 30 septembre, ils font leurs débuts en battant Jinder Mahal et Heath Slater, avec une nouvelle mascotte nommée El Torito. Le 26 février 2014 à Main Event, Los Matadores, El Torito, Cody Rhodes et Goldust battent Rybaxel et les 3MB (Drew McIntyre, Heath Slater et Jinder Mahal).
Lors de WrestleMania XXX, ils perdent face aux Usos au cours d'un match impliquant également The Real Americans,et Rybaxel et ne remportent donc pas les titres par équipe de la WWE.
Le 10 octobre 2014 à Smackdown, ils font équipe avec Mark Henry, Jack Swagger, Sheamus, The Usos et El Torito et battent Goldust, Stardust, Hornswoggle, Bo Dallas, Heath Slater, Titus O'Neil, Damien Mizdow et CesaroLe 17 novembre à Raw, ils font équipe avec The Usos et perdent contre The Miz, Damien Mizdow, Goldust et Stardust.
Le 16 janvier 2015 à WWE Superstars, ils perdent avec Justin Gabriel contre Fandango, Stardust et Goldust. Le 18 mars à Smackdown, ils perdent avec El Torito contre Natalya, Tyson Kidd et Cesaro. Le 23 mars à Raw, Los Matadores et El Torito battent Tyson Kidd, Cesaro et Natalya. Lors d'Elimination Chamber (2015), ils n'arrivent pas à récupérer les titres par équipe de la WWE dans un Elimination Chamber match, qui incluaient The Prime Time Players, The Lucha Dragons, The New Day, The Ascension et Tyson Kidd & Cesaro au profit du New Day. Le 20 juillet à Raw, ils battent les champions par équipe de la WWE, The Prime Time Players grâce à une intervention au micro de The New Day. Le 27 juillet à Raw, ils perdent contre The Lucha Dragons. Le 10 août à Raw, ils perdent contre Kofi Kingston et Big E. Le 20 août à Smackdown, Los Matadores et El Torito perdent contre The New Day. 
Lors de Summerslam, ils ne parviennent pas à remporter le fatal-4 way tag team match impliquant les champions par équipe de la WWE The Prime Time Players, The New Day & The Lucha Dragons, au profit du New Day.
Le 7 septembre 2015 à RAW, El Torito intervient dans un combat des Matadores qui combattaient les Dudley Boyz. Son intervention coûte le combat aux Matadores. Après l'annonce de leur défaite, Diego attaque violemment El Torito, qui se fait sauver par D-Von Dudley. El Torito n'est donc plus membre de Los Matadores.

#### The Shining Stars (2016-2017)
Le 4 avril à Raw est diffusé une promo annonçant le retour de Primo et Epico en tant que Portoricains. Ils font leur retour le 16 mai à Raw en battant Scott Jackson et Brian Kennedy, deux athlètes locaux.
Le 1er Août à Raw, ils battent The Golden Truth. Le 15 août à Raw, ils battent Darren Young et Titus O'Neil après que O'Neil ait porté son Clash of Titus sur Young.
Le 5 septembre à Raw, ils battent Enzo Amore et Big Cass. Le 17 octobre à Raw, ils perdent avec Titus O'Neil contre The Golden Truth et Mark Henry. Le 24 octobre à Raw, ils perdent contre The Golden Truth Le 7 novembre à Raw, ils battent Golden Truth.

#### The Colóns et départ (2017-2020)
Le 11 avril à SmackDown Live, ils attaquent American Alpha. Le 18 avril à SmackDown Live, ils battent American Alpha. le 16 mai à SmackDown Live, ils perdent contre Breezango. Le 17 octobre en dark match de SmackDown Live, The Còlons et Mike Kanellis perdent face a Tye Dillinger, Chad Gable et Shelton Benjamin. Le 2 novembre lors d'un Live Event à Dublin, Breezango et The Colons perdent contre The Ascension et The Bludgeon Brothers (Rowan et Harper).
Le 7 novembre lors du dark match de Smackdown Live, ils perdent face a Breezango. Le 25 novembre lors du Live Event Starrcade, The Colóns, The Bludgeon Brothers, Rusev, et Mike Kanellis battent Tye Dillinger, Sin Cara, Fandango, Tyler Breeze, et The Ascension.
En février 2018, Epico se blesse au coude et se voit contraint de s'absenter plusieurs mois.
Le 28 août à SmackDown Live, Primo & Epico perdent lors du premier tour d'un tournoi contre The Bar au cours d'un triple threat tag team match impliquant également Gallows et Karl Anderson.
Le 18 novembre lors des Survivor Series (2018), ils gagnent un 10-on-10 Elimination match avec The New Day, SAnitY, Gallows et Karl Anderson et The Usos bien qu'ils se soient fait éliminer par Dash Wilder.
Le 15 janvier 2019 en dark match de SmackDown Live, Primo & Epico perdent contre Heavy Machinery (Tucker Knight & Otis Dozovic).

Le 15 avril 2020, la World Wrestling Entertainment annonce leurs licenciement raison des restrictions d'effectif dues à la crise de COVID-19 dans le monde.

## Membres de l'équipe
| Identité    | Arrivée           | Départ           | Notes                        |
| ----------- | ----------------- | ---------------- | ---------------------------- |
| Epico       | 11 novembre 2011  | 15 avril 2020    | 1 fois WWE Tag Team Champion |
| Primo       | 11 novembre 2011  | 15 avril 2020    | 1 fois WWE Tag Team Champion |
| A.W         | 16 avril 2012     | 17 juin 2012     | Manager de l'équipe          |
| El Torito   | 30 septembre 2013 | 7 septembre 2015 | Mascotte de l'équipe         |
| Rosa Mendes | 1er décembre 2011 | 25 juillet 2013  | Manager de l'équipe          |

## Palmarès
- World Wrestling Entertainment
  - 1 fois WWE Tag Team Champions